# Tierra de España
Tierra de España (a veces traducida como Tierra española) es una película documental-propagandista estadounidense de 1937 realizada durante la guerra civil española en apoyo del bando republicano. La película fue dirigida por el cineasta holandés Joris Ivens, escrita por los reconocidos escritores John Dos Passos y Ernest Hemingway, narrada por Orson Welles y con música compuesta por Marc Blitzstein y arreglada por Virgil Thomson.

## Sinopsis
El documental se compone de una estructura tripartita perfectamente jerarquizada. El núcleo central lo constituye la guerra civil, el enfrentamiento bélico, representado por dos hechos concretos: la defensa de Madrid (las operaciones en la Ciudad Universitaria, la resistencia organizada y la vida ciudadana bajo las bombas) y los combates en torno a la carretera de Valencia, que los militares sublevados quieren cortar para aislar así a la población de la capital. Pero, en vez de limitarse al reportaje convencional, en que las tomas de batalla obligan a desplazar toda la intencionalidad sobre el comentario sonoro, y aun concediéndole a éste una importancia decisiva, Ivens introduce un segundo elemento, paralelo, que es el que da a la película toda su fuerza expresiva: esa otra lucha que mantienen los habitantes de Fuentidueña de Tajo para regar las tierras resecas y asegurar el abastecimiento de víveres a los combatientes. El tercer elemento, el personaje de Julián, con sus tres brevísimas apariciones, sirve para hilvanar la narración, subrayando aún más esa vinculación total entre los dos «frentes». La conclusión es clara: es el mismo pueblo, un sólido pueblo, el que lucha contra la sublevación. La batalla por el pan es la batalla por la libertad, y a la inversa. Con las armas y con la azada, el pueblo lucha de modo unitario por defender la tierra de España.

## Recepción y críticas
Tierra de España se proyectó en el mundo entero, excepto en países como Alemania, donde la película estuvo prohibida. Como el propio Ivens dentro de nuestras fronteras. Aquellos tres primeros meses de 1937 en España y la posterior repercusión de su trabajo le valieron a Ivens el veto de las autoridades franquistas.
Tierra de España se proyectó en 1938 en la zona republicana y, debido a la censura franquista, no se volvió a proyectar en España hasta 1977, dos años después de la muerte del general Franco.